# Challenge de Majorque 2017
La 26e édition du Challenge de Majorque a eu lieu du 26 au 29 janvier 2017. Au total, quatre épreuves font partie de ce Challenge de Majorque. Le classement final de l'épreuve n'est plus calculé depuis 2010. Les quatre courses font partie du calendrier UCI Europe Tour 2017 en catégorie 1.1.
Le Trofeo Porreres-Felanitx-Ses Salines-Campos a été remporté lors d'un sprint massif par l'Allemand André Greipel (Lotto-Soudal) qui s'impose respectivement devant le Belge Jonas Van Genechten (Cofidis) et le Britannique Daniel McLay (Fortuneo-Vital Concept).
Le Trofeo Serra de Tramontana a été remporté en solitaire par le Belge Tim Wellens (Lotto-Soudal) qui s'impose 24 secondes devant son coéquipier et compatriote Louis Vervaeke et 29 secondes devant l'Espagnol Vicente García de Mateos (Équipe nationale d'Espagne).
Le Trofeo Andratx-Mirador des Colomer a été remporté lors d'un sprint à trois coureurs par Belge Tim Wellens qui s'impose respectivement devant l'Espagnol Alejandro Valverde (Movistar) et son coéquipier et compatriote Tiesj Benoot.
Le Trofeo Playa de Palma a été remporté lors d'un sprint massif par Daniel McLay qui s'impose respectivement devant l'Italien Matteo Pelucchi (Bora-Hansgrohe) et le Français Nacer Bouhanni (Cofidis).

## Équipes
Classés en catégorie 1.1 de l'UCI Europe Tour, les épreuves du Challenge de Majorque sont par conséquent ouvertes aux WorldTeams dans la limite de 50 % des équipes participantes, aux équipes continentales professionnelles, aux équipes continentales et aux équipes nationales.
Dix-neuf équipes participent à ce Challenge de Majorque - quatre WorldTeams, six équipes continentales professionnelles, six équipes continentales et trois équipes nationales :
| WorldTeams (4)- Bora-Hansgrohe - Lotto-Soudal - Movistar Team - Sky Équipes continentales professionnelles (6)- Caja Rural-Seguros RGA - Cofidis, Solutions Crédits - Fortuneo-Vital Concept - Gazprom-RusVelo - Novo Nordisk - Roompot-Nederlandse Loterij Équipes continentales (6)- Amore & Vita-Selle SMP-Fondriest - Bolivia - Burgos-BH - Euskadi Basque Country-Murias - Inteja-Dominican - Nice Cycling Team Équipes nationales (3)- Allemagne - Espagne - Grande-Bretagne |
| |

## Étapes
| Étape                                       | Date       | Villes étapes                         |                           | Distance (km) | Vainqueur d’étape | Leader du classement général |
| ------------------------------------------- | ---------- | ------------------------------------- | ------------------------- | ------------- | ----------------- | ---------------------------- |
| Trofeo Porreres-Felanitx-Ses Salines-Campos | 26 janvier | Porreres - Campos                     | Étape de plaine           | 161,8         | André Greipel     | Aucun leader                 |
| Trofeo Serra de Tramontana                  | 27 janvier | Sóller - Deià                         | Étape de moyenne montagne | 153,9         | Tim Wellens       | Aucun leader                 |
| Trofeo Andratx-Mirador des Colomer          | 28 janvier | Andratx - Pollença                    | Étape de moyenne montagne | 160,3         | Tim Wellens       | Aucun leader                 |
| Trofeo Playa de Palma                       | 29 janvier | Palma de Majorque - Palma de Majorque | Étape de plaine           | 161,5         | Daniel McLay      | Aucun leader                 |

## Classements

### Trofeo Porreres-Felanitx-Ses Salines-Campos
| \| Classement général \| Classement général \| Classement général \| Classement général \| Classement général \| \| Coureur \| Coureur \| Pays \| Équipe \| Temps \| \| ------------------ \| ------------------------ \| ------------------ \| --------------------------- \| ------------------ \| \| 1er \| André Greipel \| Allemagne \| Lotto-Soudal \| 3 h 41 min 35 s \| \| 2e \| Jonas Van Genechten \| Belgique \| Cofidis, Solutions Crédits \| + 0 s \| \| 3e \| Daniel McLay \| Royaume-Uni \| Fortuneo-Vital Concept \| + 0 s \| \| 4e \| Matteo Pelucchi \| Italie \| Bora-Hansgrohe \| + 0 s \| \| 5e \| Raymond Kreder \| Pays-Bas \| Roompot-Nederlandse Loterij \| + 0 s \| \| 6e \| Jonathan Dibben \| Royaume-Uni \| Team Sky \| + 0 s \| \| 7e \| Alexander Porsev \| Russie \| Gazprom-RusVelo \| + 0 s \| \| 8e \| Coen Vermeltfoort \| Pays-Bas \| Roompot-Nederlandse Loterij \| + 0 s \| \| 9e \| Łukasz Wiśniowski \| Pologne \| Team Sky \| + 0 s \| \| 10e \| Vicente García de Mateos \| Espagne \| Espagne \| + 0 s \| |                          |             |                             |                 |
| |                          |             |                             |                 |
| Sources : ProCyclingStats Cycling Quotient Cycling Archives |                          |             |                             |                 |
| Classement général |                          |             |                             |                 |
| Coureur | Coureur                  | Pays        | Équipe                      | Temps           |
| 1er | André Greipel            | Allemagne   | Lotto-Soudal                | 3 h 41 min 35 s |
| 2e | Jonas Van Genechten      | Belgique    | Cofidis, Solutions Crédits  | + 0 s           |
| 3e | Daniel McLay             | Royaume-Uni | Fortuneo-Vital Concept      | + 0 s           |
| 4e | Matteo Pelucchi          | Italie      | Bora-Hansgrohe              | + 0 s           |
| 5e | Raymond Kreder           | Pays-Bas    | Roompot-Nederlandse Loterij | + 0 s           |
| 6e | Jonathan Dibben          | Royaume-Uni | Team Sky                    | + 0 s           |
| 7e | Alexander Porsev         | Russie      | Gazprom-RusVelo             | + 0 s           |
| 8e | Coen Vermeltfoort        | Pays-Bas    | Roompot-Nederlandse Loterij | + 0 s           |
| 9e | Łukasz Wiśniowski        | Pologne     | Team Sky                    | + 0 s           |
| 10e | Vicente García de Mateos | Espagne     | Espagne                     | + 0 s           |

### Trofeo Serra de Tramontana
| \| Classement général \| Classement général \| Classement général \| Classement général \| Classement général \| \| Coureur \| Coureur \| Pays \| Équipe \| Temps \| \| ------------------ \| ------------------------ \| ------------------ \| --------------------------- \| ------------------ \| \| 1er \| Tim Wellens \| Belgique \| Lotto-Soudal \| 4 h 06 min 42 s \| \| 2e \| Louis Vervaeke \| Belgique \| Lotto-Soudal \| + 24 s \| \| 3e \| Vicente García de Mateos \| Espagne \| Espagne \| + 29 s \| \| 4e \| Tao Geoghegan Hart \| Royaume-Uni \| Team Sky \| + 58 s \| \| 5e \| Andrey Amador \| Costa Rica \| Movistar Team \| + 2 min 15 s \| \| 6e \| Emanuel Buchmann \| Allemagne \| Bora-Hansgrohe \| + 2 min 32 s \| \| 7e \| David Belda \| Espagne \| Burgos-BH \| + 2 min 56 s \| \| 8e \| Tiesj Benoot \| Belgique \| Lotto-Soudal \| + 3 min 43 s \| \| 9e \| Alejandro Valverde \| Espagne \| Movistar Team \| + 3 min 43 s \| \| 10e \| Elmar Reinders \| Pays-Bas \| Roompot-Nederlandse Loterij \| + 4 min 21 s \| |                          |             |                             |                 |
| |                          |             |                             |                 |
| Sources : ProCyclingStats Cycling Quotient Cycling Archives |                          |             |                             |                 |
| Classement général |                          |             |                             |                 |
| Coureur | Coureur                  | Pays        | Équipe                      | Temps           |
| 1er | Tim Wellens              | Belgique    | Lotto-Soudal                | 4 h 06 min 42 s |
| 2e | Louis Vervaeke           | Belgique    | Lotto-Soudal                | + 24 s          |
| 3e | Vicente García de Mateos | Espagne     | Espagne                     | + 29 s          |
| 4e | Tao Geoghegan Hart       | Royaume-Uni | Team Sky                    | + 58 s          |
| 5e | Andrey Amador            | Costa Rica  | Movistar Team               | + 2 min 15 s    |
| 6e | Emanuel Buchmann         | Allemagne   | Bora-Hansgrohe              | + 2 min 32 s    |
| 7e | David Belda              | Espagne     | Burgos-BH                   | + 2 min 56 s    |
| 8e | Tiesj Benoot             | Belgique    | Lotto-Soudal                | + 3 min 43 s    |
| 9e | Alejandro Valverde       | Espagne     | Movistar Team               | + 3 min 43 s    |
| 10e | Elmar Reinders           | Pays-Bas    | Roompot-Nederlandse Loterij | + 4 min 21 s    |

### Trofeo Andratx-Mirador des Colomer
| \| Classement général \| Classement général \| Classement général \| Classement général \| Classement général \| \| Coureur \| Coureur \| Pays \| Équipe \| Temps \| \| ------------------ \| ------------------------ \| ------------------ \| --------------------------- \| ------------------ \| \| 1er \| Tim Wellens \| Belgique \| Lotto-Soudal \| 4 h 27 min 55 s \| \| 2e \| Alejandro Valverde \| Espagne \| Movistar Team \| + 0 s \| \| 3e \| Tiesj Benoot \| Belgique \| Lotto-Soudal \| + 0 s \| \| 4e \| Louis Vervaeke \| Belgique \| Lotto-Soudal \| + 4 s \| \| 5e \| David Belda \| Espagne \| Burgos-BH \| + 5 s \| \| 6e \| Pieter Weening \| Pays-Bas \| Roompot-Nederlandse Loterij \| + 7 s \| \| 7e \| Rafał Majka \| Pologne \| Bora-Hansgrohe \| + 7 s \| \| 8e \| Ian Boswell \| États-Unis \| Team Sky \| + 7 s \| \| 9e \| Alex Aranburu \| Espagne \| Caja Rural-Seguros RGA \| + 7 s \| \| 10e \| Vicente García de Mateos \| Espagne \| Espagne \| + 7 s \| |                          |            |                             |                 |
| |                          |            |                             |                 |
| Sources : ProCyclingStats Cycling Quotient Cycling Archives |                          |            |                             |                 |
| Classement général |                          |            |                             |                 |
| Coureur | Coureur                  | Pays       | Équipe                      | Temps           |
| 1er | Tim Wellens              | Belgique   | Lotto-Soudal                | 4 h 27 min 55 s |
| 2e | Alejandro Valverde       | Espagne    | Movistar Team               | + 0 s           |
| 3e | Tiesj Benoot             | Belgique   | Lotto-Soudal                | + 0 s           |
| 4e | Louis Vervaeke           | Belgique   | Lotto-Soudal                | + 4 s           |
| 5e | David Belda              | Espagne    | Burgos-BH                   | + 5 s           |
| 6e | Pieter Weening           | Pays-Bas   | Roompot-Nederlandse Loterij | + 7 s           |
| 7e | Rafał Majka              | Pologne    | Bora-Hansgrohe              | + 7 s           |
| 8e | Ian Boswell              | États-Unis | Team Sky                    | + 7 s           |
| 9e | Alex Aranburu            | Espagne    | Caja Rural-Seguros RGA      | + 7 s           |
| 10e | Vicente García de Mateos | Espagne    | Espagne                     | + 7 s           |

### Trofeo Playa de Palma
| \| Classement général \| Classement général \| Classement général \| Classement général \| Classement général \| \| Coureur \| Coureur \| Pays \| Équipe \| Temps \| \| ------------------ \| ------------------ \| ------------------ \| --------------------------- \| ------------------ \| \| 1er \| Daniel McLay \| Royaume-Uni \| Fortuneo-Vital Concept \| 3 h 43 min 31 s \| \| 2e \| Matteo Pelucchi \| Italie \| Bora-Hansgrohe \| + 0 s \| \| 3e \| Nacer Bouhanni \| France \| Cofidis, Solutions Crédits \| + 0 s \| \| 4e \| André Greipel \| Allemagne \| Lotto-Soudal \| + 0 s \| \| 5e \| Raymond Kreder \| Pays-Bas \| Roompot-Nederlandse Loterij \| + 0 s \| \| 6e \| Coen Vermeltfoort \| Pays-Bas \| Roompot-Nederlandse Loterij \| + 0 s \| \| 7e \| Łukasz Wiśniowski \| Pologne \| Team Sky \| + 0 s \| \| 8e \| Enrique Sanz \| Espagne \| Espagne \| + 0 s \| \| 9e \| Jonas Koch \| Allemagne \| Allemagne \| + 0 s \| \| 10e \| Alexander Porsev \| Russie \| Gazprom-RusVelo \| + 0 s \| |                   |             |                             |                 |
| |                   |             |                             |                 |
| Sources : ProCyclingStats Cycling Quotient Cycling Archives |                   |             |                             |                 |
| Classement général |                   |             |                             |                 |
| Coureur | Coureur           | Pays        | Équipe                      | Temps           |
| 1er | Daniel McLay      | Royaume-Uni | Fortuneo-Vital Concept      | 3 h 43 min 31 s |
| 2e | Matteo Pelucchi   | Italie      | Bora-Hansgrohe              | + 0 s           |
| 3e | Nacer Bouhanni    | France      | Cofidis, Solutions Crédits  | + 0 s           |
| 4e | André Greipel     | Allemagne   | Lotto-Soudal                | + 0 s           |
| 5e | Raymond Kreder    | Pays-Bas    | Roompot-Nederlandse Loterij | + 0 s           |
| 6e | Coen Vermeltfoort | Pays-Bas    | Roompot-Nederlandse Loterij | + 0 s           |
| 7e | Łukasz Wiśniowski | Pologne     | Team Sky                    | + 0 s           |
| 8e | Enrique Sanz      | Espagne     | Espagne                     | + 0 s           |
| 9e | Jonas Koch        | Allemagne   | Allemagne                   | + 0 s           |
| 10e | Alexander Porsev  | Russie      | Gazprom-RusVelo             | + 0 s           |